# Northfield, West Midlands
Northfield är en stadsdel i Birmingham, i distriktet Birmingham, i grevskapet West Midlands, i England. Ward hade 10 404 invånare år 2021. Northfield var en civil parish fram till 1912 när blev den en del av Birmingham. Civil parish hade 31 395 invånare år 1911. Byn nämndes i Domedagsboken (Domesday Book) år 1086, och kallades då Nordfeld.